# Puntarenas
Puntarenas este un oraș din Costa Rica.